# Зильт
Зильт (Зюльт, устар. Сильт; нем. Sylt [ˈzʏlt], с.-фриз. Söl', дат. Sild) — крупный остров в Северном море, с 1927 года соединённый дамбой (длина 11,2 км) с сушей. Принадлежит Германии, является самой северной географической точкой страны. Административный центр — город Вестерланд.

## География
Протяжённость острова — более 38 км. Площадь — 99,14 км².

## Экономика
Экономика острова основывается на туризме. С середины 1970-х годов сельское хозяйство, лесозаготовки и скотоводство играют всё меньшую роль в экономике острова. Значительная часть рабочей силы острова (около 3 тыс. человек) занимается трудовой деятельностью в материковой части Германии.
Морской курорт, одно из самых популярных мест отдыха в Германии. Знаменит своим песчаным пляжем протяжённостью в 40 км.
Остров возглавляет рейтинг самых дорогих жилых улиц Германии.